# Stadio de Excursionistas
Lo Stadio de Excursionistas (in spagnolo Estadio de Excursionistas) è uno stadio di Buenos Aires, in Argentina, sede delle partite interne del Club Atlético Excursionistas. Posto nel barrio di Belgrano, non ha alcuna denominazione ufficiale se non quella del club proprietario dell'impianto.

## Storia
Il Club Atlético Excursionistas vanta un prestigioso primato: è la sola società associata all'AFA a giocare e ad aver giocato tutte le proprie partite nello stesso stadio.
Lo stadio venne costruito nel 1911 e inaugurato il 14 aprile dell'anno seguente contro il Club Libertad. Una nota pittoresca di questa partita fu che il campo venne terminato a pochi minuti dal fischio d'inizio, con i giocatori e i soci affiliati del club intenti per tutta la notte a terminare i lavori.
Nel 2014 il campo venne allungato di 3 metri, una tribuna fu parzialmente demolita per far spazio ad una più grande e gli spogliatoi e l'impianto d'illuminazione rifatti.